# Колесник Володимир Андрійович
Володимир Андрійович Колесник (нар. 7 вересня 1928, Дніпропетровськ — 7 листопада 1997, Торонто) — український музикант, хормейстер, заслужений діяч мистецтв УРСР з 1960 року.

## З життєпису
Народився 7 вересня 1928 року в Дніпропетровську.
В 1952 році закінчив Київську консерваторію (клас професора Г. Верьовки). З 1949 р. хормейстер, 1953-72 рр. — головний хормейстер, 1963-72 рр. — директор Київського театру опери та балету.
У 1973 р. — диригент опери в Сіднеї (Австралії). З 1974 р. в Канаді. З 1978 р. — художній керівник Товариства української опери Канади (м. Торонто) де поставив опери «Купало» А. Вахнянина (1979), «Запорожець за Дунаєм» С. Гулака-Артемовського (1981), «Наталка Полтавка» М. Лисенка (1984) «Алкід» Д. Бортнянський (1994), «Тарас Шевченко» Г. Майбороди (1995).

Могила Володимира Колесника

З 1984-96 рр. — головний диригент Української Капели Бандуристів ім. Т. Г. Шевченка, (м. Детройт, США) з якою гастролював по містах України в 1991 і 1994 рр.. Капела під його керівництвом 1992 р. удостоєна Державної премії ім. Т. Шевченка.
Чоловік співачки Г. Колесник-Ратушної.

меморіальна дошка

Помер 7 листопада 1997 року в Торонто (Канада). Похований в Києві на Байковому кладовищі.

## Пам'ять
У Києві на фасаді будинку по бульвару Шевченка, 2, де в 1966—1972 роках жив Володимир Колесник відкрита меморіальна дошка.